# Oscar för bästa manliga biroll
Nedan följer en lista över vinnare och nominerade av en Oscar för Bästa manliga biroll, (Academy Award for Best Supporting Actor). Priset har delats ut sedan den nionde Oscarsgalan, och tilldelades då Walter Brennan för sin roll i Männen från storskogen.
Vinnare presenteras överst i fetstil och gul färg, och övriga nominerade för samma år följer efter. Året avser det år som filmerna hade premiär, varpå de tilldelades priset på galen året efter.

## Vinnare och nominerade

### 1930-talet
| År                 | Skådespelare           | Film                           | Roll         |
| 1936 (9:e)         |                        |                                |              |
| ------------------ | ---------------------- | ------------------------------ | ------------ |
| 1936 (9:e)         | Walter Brennan         | Männen från storskogen         | Swan Bostrom |
| 1936 (9:e)         | Mischa Auer            | Godfrey ordnar allt            | Carlo        |
| 1936 (9:e)         | Stuart Erwin           | Pigskin Parade                 | Amos Dodd    |
| 1936 (9:e)         | Basil Rathbone         | Romeo och Julia                | Tybalt       |
| 1936 (9:e)         | Akim Tamiroff          | Generalen dog i gryningen      | General Yang |
| 1937 (10:e)        |                        |                                |              |
| Joseph Schildkraut | Emile Zolas liv        | Alfred Dreyfus                 |              |
| Ralph Bellamy      | Min fru har en fästman | Dan Leeson                     |              |
| Thomas Mitchell    | Orkanen                | Dr. Kersaint                   |              |
| H. B. Warner       | Bortom horisonten      | Chang                          |              |
| Roland Young       | Det spökar i sta'n     | Cosmo Topper                   |              |
| 1938 (11:e)        |                        |                                |              |
| Walter Brennan     | Fullblod               | Peter Goodwin                  |              |
| John Garfield      | Fyra döttrar           | Mickey Borden                  |              |
| Gene Lockhart      | Algiers                | Regis                          |              |
| Robert Morley      | Marie Antoinette       | Kung Louis XVI                 |              |
| Basil Rathbone     | Om jag vore kung       | Kung Louis XI                  |              |
| 1939 (12:e)        |                        |                                |              |
| Thomas Mitchell    | Diligensen             | Dr. Josiah Boone               |              |
| Brian Aherne       | Frihetshjälten Juarez  | kejsar Maximilian von Habsburg |              |
| Harry Carey        | Mr Smith i Washington  | Henry, senatspresidenten       |              |
| Brian Donlevy      | De tappras legion      | sergeamt Markoff               |              |
| Claude Rains       | Mr Smith i Washington  | senator Joseph Harrison Paine  |              |

### 1940-talet
| År                 | Skådespelare                  | Film                               | Roll             |
| 1940 (13:e)        |                               |                                    |                  |
| ------------------ | ----------------------------- | ---------------------------------- | ---------------- |
| 1940 (13:e)        | Walter Brennan                | En västerns riddersman             | Roy Bean         |
| 1940 (13:e)        | Albert Basserman              | Utrikeskorrespondenten             | Van Meer         |
| 1940 (13:e)        | William Gargan                | Din nästas hustru                  | Joe              |
| 1940 (13:e)        | Jack Oakie                    | Diktatorn                          | Benzini Napaloni |
| 1940 (13:e)        | James Stephenson              | Brevet                             | Howard Joyce     |
| 1941 (14:e)        |                               |                                    |                  |
| Donald Crisp       | Jag minns min gröna dal       | Gwilym Morgan                      |                  |
| Walter Brennan     | Sergeant York                 | Pastor Rosier Pile                 |                  |
| Charles Coburn     | Hemliga Higgins               | John P. Merrick                    |                  |
| James Gleason      | Min ande på villovägar        | Max Corkle                         |                  |
| Sydney Greenstreet | Riddarfalken från Malta       | Kasper Gutman                      |                  |
| 1942 (15:e)        |                               |                                    |                  |
| Van Heflin         | Johnny Eager                  | Jeff Hartnett                      |                  |
| William Bendix     | Till sista man                | Aloysius "Smacksie" Randall        |                  |
| Walter Huston      | Yankee Doodle Dandy           | Jerry Cohan                        |                  |
| Frank Morgan       | Dagdrivarbandet               | Piraten                            |                  |
| Henry Travers      | Mrs. Miniver                  | James Ballard                      |                  |
| 1943 (16:e)        |                               |                                    |                  |
| Charles Coburn     | Ungkarlsfällan                | Benjamin Dingle                    |                  |
| Charles Bickford   | Sången om Bernadette          | fader Peyramale                    |                  |
| J. Carrol Naish    | Sahara                        | Giuseppe                           |                  |
| Claude Rains       | Casablanca                    | Louis Renault                      |                  |
| Akim Tamiroff      | Klockan klämtar för dig       | Pablo                              |                  |
| 1944 (17:e)        |                               |                                    |                  |
| Barry Fitzgerald   | Vandra min väg                | fader Fitzgibbon                   |                  |
| Hume Cronyn        | Det sjunde korset             | Paul Roeder                        |                  |
| Claude Rains       | En kvinnas väg                | Job Skeffington                    |                  |
| Clifton Webb       | Laura                         | Waldo Lydecker                     |                  |
| Monty Woolley      | Osynliga länkar               | överste William G. Smollett        |                  |
| 1945 (18:e)        |                               |                                    |                  |
| James Dunn         | Det växte ett träd i Brooklyn | Johnny Nolan                       |                  |
| Michael Chekhov    | Trollbunden                   | Dr. Alexander "Alex" Brulov        |                  |
| John Dall          | Nya skördar                   | Morgan Evans                       |                  |
| Robert Mitchum     | Krigskorrespondenten          | löjtnant Bill Walker               |                  |
| J. Carrol Naish    | Intermezzo i Pantera          | Charley Martin                     |                  |
| 1946 (19:e)        |                               |                                    |                  |
| Harold Russell     | De bästa åren                 | Homer Parrish                      |                  |
| Charles Coburn     | De gröna åren                 | Alexander Gow                      |                  |
| William Demarest   | Al Jolson                     | Steve Martin                       |                  |
| Claude Rains       | Notorious!                    | Alexander Sebastian                |                  |
| Clifton Webb       | Den vassa eggen               | Elliott Templeton                  |                  |
| 1947 (20:e)        |                               |                                    |                  |
| Edmund Gwenn       | Det hände i New York          | Kris Kringle                       |                  |
| Charles Bickford   | Katrin gör karriär            | Joseph Clancy                      |                  |
| Thomas Gomez       | Senor Americano               | Pancho                             |                  |
| Robert Ryan        | Hämnden är rättvis            | Montgomery                         |                  |
| Richard Widmark    | Angivaren                     | Tommy Udo                          |                  |
| 1948 (21:a)        |                               |                                    |                  |
| Walter Huston      | Sierra Madres skatt           | Howard                             |                  |
| Charles Bickford   | Våld i mörker                 | Black McDonald                     |                  |
| José Ferrer        | Jeanne d'Arc                  | The Dauphin, Karl VII av Frankrike |                  |
| Oskar Homolka      | Lyckliga stunder              | Chris Halverson                    |                  |
| Cecil Kellaway     | Det började med Nora          | Horace                             |                  |
| 1949 (22:a)        |                               |                                    |                  |
| Dean Jagger        | Blodig gryning                | Major Harvey Stovall               |                  |
| John Ireland       | Alla kungens män              | Jack Burden                        |                  |
| Arthur Kennedy     | Champion                      | Connie Kelly                       |                  |
| Ralph Richardson   | Arvtagerskan                  | Dr. Austin Sloper                  |                  |
| James Whitmore     | På främmande mark             | sergeant Kinnie                    |                  |

### 1950-talet
| År               | Skådespelare                | Film                                 | Roll                      |
| 1950 (23:e)      |                             |                                      |                           |
| ---------------- | --------------------------- | ------------------------------------ | ------------------------- |
| 1950 (23:e)      | George Sanders              | Allt om Eva                          | Addison De Witt           |
| 1950 (23:e)      | Jeff Chandler               | Den brutna pilen                     | Cochise                   |
| 1950 (23:e)      | Edmund Gwenn                | Mister 880                           | "Skipper" Miller          |
| 1950 (23:e)      | Sam Jaffe                   | I asfaltens djungel                  | Dr. Erwin Riedenschneider |
| 1950 (23:e)      | Erich von Stroheim          | Sunset Boulevard                     | Max von Meyerling         |
| 1951 (24:e)      |                             |                                      |                           |
| Karl Malden      | Linje Lusta                 | Harold "Mitch" Mitchell              |                           |
| Leo Genn         | Quo Vadis                   | Petronius                            |                           |
| Kevin McCarthy   | En handelsresandes död      | Biff Loman                           |                           |
| Peter Ustinov    | Quo Vadis                   | Nero                                 |                           |
| Gig Young        | Sista varningen             | Boyd Copeland                        |                           |
| 1952 (25:e)      |                             |                                      |                           |
| Anthony Quinn    | Viva Zapata!                | Eufemio Zapata                       |                           |
| Richard Burton   | Kusin Rachel                | Philip Ashley                        |                           |
| Arthur Hunnicutt | Flodöverfallet              | Zeb Calloway Berättare               |                           |
| Victor McLaglen  | Hans vilda fru              | Will "Red" Danaher                   |                           |
| Jack Palance     | Avslöjad                    | Lester Blaine                        |                           |
| 1953 (26:e)      |                             |                                      |                           |
| Frank Sinatra    | Härifrån till evigheten     | Menige Angelo Maggio                 |                           |
| Eddie Albert     | Prinsessa på vift           | Irving Radovich                      |                           |
| Brandon deWilde  | Mannen från vidderna        | Joey Starrett                        |                           |
| Jack Palance     | Mannen från vidderna        | Jack Wilson                          |                           |
| Robert Strauss   | Flykten från fångläger 17   | Sergeant Stanislas "Animal" Kasava   |                           |
| 1954 (27:e)      |                             |                                      |                           |
| Edmond O'Brien   | Barfotagrevinnan            | Oscar Muldoon                        |                           |
| Lee J. Cobb      | Storstadshamn               | Johnny Friendly                      |                           |
| Karl Malden      | Storstadshamn               | Father Barry                         |                           |
| Rod Steiger      | Storstadshamn               | Charley "The Gent" Malloy            |                           |
| Tom Tully        | Myteriet på Caine           | Commander DeVriess                   |                           |
| 1955 (28:e)      |                             |                                      |                           |
| Jack Lemmon      | Nattpermission              | Ens. Frank Thurlowe Pulver           |                           |
| Arthur Kennedy   | Mord?                       | Barney Castle                        |                           |
| Joe Mantell      | Marty                       | Angie                                |                           |
| Sal Mineo        | Ung rebell                  | John "Plato" Crawford                |                           |
| Arthur O'Connell | Utflykt i det gröna         | Howard Bevans                        |                           |
| 1956 (29:e)      |                             |                                      |                           |
| Anthony Quinn    | Han som älskade livet       | Paul Gauguin                         |                           |
| Don Murray       | Bus Stop                    | Beauregard "Bo" Decker               |                           |
| Anthony Perkins  | Folket i den lyckliga dalen | Josh Birdwell                        |                           |
| Mickey Rooney    | Mellan himmel och helvete   | Dooley                               |                           |
| Robert Stack     | För alla vindar             | Kyle Hadley                          |                           |
| 1957 (30:e)      |                             |                                      |                           |
| Red Buttons      | Sayonara                    | Flygare Joe Kelly                    |                           |
| Vittorio De Sica | Farväl till vapnen          | Major Alessandro Rinaldi             |                           |
| Sessue Hayakawa  | Bron över floden Kwai       | Colonel Saito                        |                           |
| Arthur Kennedy   | Lek i mörker                | Lucas Cross                          |                           |
| Russ Tamblyn     | Lek i mörker                | Norman Page                          |                           |
| 1958 (31:a)      |                             |                                      |                           |
| Burl Ives        | Det stora landet            | Rufus Hannassey                      |                           |
| Theodore Bikel   | Kedjan                      | Sheriff Max Muller                   |                           |
| Lee J. Cobb      | Bröderna Karamazov          | Fyodor Karamazov                     |                           |
| Arthur Kennedy   | Insats förlorad             | Frank Hirsh                          |                           |
| Gig Young        | Frökens favorit             | Dr. Hugo Pine                        |                           |
| 1959 (32:a)      |                             |                                      |                           |
| Hugh Griffith    | Ben-Hur                     | Sheik Ilderim                        |                           |
| Arthur O'Connell | Analys av ett mord          | Parnell Emmett McCarthy              |                           |
| George C. Scott  | Analys av ett mord          | Asst. State Atty. Gen. Claude Dancer |                           |
| Robert Vaughn    | De samvetslösa              | Chester "Chet" Gwynn                 |                           |
| Ed Wynn          | Anne Franks dagbok          | Albert Dussell                       |                           |

### 1960-talet
| År                                 | Skådespelare                    | Film                        | Roll                  |
| 1960 (33:e)                        |                                 |                             |                       |
| ---------------------------------- | ------------------------------- | --------------------------- | --------------------- |
| 1960 (33:e)                        | Peter Ustinov                   | Spartacus                   | Lentulus Batiatus     |
| 1960 (33:e)                        | Peter Falk                      | Nattens vargar              | Abe "Kid Twist" Reles |
| 1960 (33:e)                        | Jack Kruschen                   | Ungkarlslyan                | doktor Dreyfuss       |
| 1960 (33:e)                        | Sal Mineo                       | Exodus                      | Dov Landau            |
| 1960 (33:e)                        | Chill Wills                     | Alamo                       | Beekeeper             |
| 1961 (34:e)                        |                                 |                             |                       |
| George Chakiris                    | West Side Story                 | Bernardo Nuñez              |                       |
| Montgomery Clift                   | Dom i Nürnberg                  | Rudolph Petersen            |                       |
| Peter Falk                         | Fickan full av flax             | Joy Boy                     |                       |
| Jackie Gleason                     | Fifflaren                       | Minnesota Fats              |                       |
| George C. Scott (nekad nominering) | Fifflaren                       | Bert Gordon                 |                       |
| 1962 (35:e)                        |                                 |                             |                       |
| Ed Begley                          | Ungdoms ljuva fågel             | Tom "Boss" Finley           |                       |
| Victor Buono                       | Vad hände med Baby Jane?        | Edwin Flagg                 |                       |
| Telly Savalas                      | Fången på Alcatraz              | Feto Gomez                  |                       |
| Omar Sharif                        | Lawrence av Arabien             | Sherif Ali ibn el Kharish   |                       |
| Terence Stamp                      | Billy Budd                      | Billy Budd                  |                       |
| 1963 (36:e)                        |                                 |                             |                       |
| Melvyn Douglas                     | Vildast av dem alla             | Homer Bannon                |                       |
| Nick Adams                         | Anklagelsen är mord             | Ben Brown                   |                       |
| Bobby Darin                        | Osynlig fiende                  | kapten Jim Tompkins         |                       |
| Hugh Griffith                      | Tom Jones                       | Squire Western              |                       |
| John Huston                        | Kardinalen                      | kardinal Glennon            |                       |
| 1964 (37:e)                        |                                 |                             |                       |
| Peter Ustinov                      | Topkapi                         | Arthur Simon Simpson        |                       |
| John Gielgud                       | Becket                          | Ludvig VII av Frankrike     |                       |
| Stanley Holloway                   | My Fair Lady                    | Alfred Doolittle            |                       |
| Edmond O'Brien                     | 7 dagar i maj                   | senator Raymond "Ray" Clark |                       |
| Lee Tracy                          | The Best Man                    | president Art Hockstader    |                       |
| 1965 (38:e)                        |                                 |                             |                       |
| Martin Balsam                      | Nick - akta dej för arbete      | Arnold Burns                |                       |
| Ian Bannen                         | Flykten från öknen              | "Ratbags" Crow              |                       |
| Tom Courtenay                      | Doktor Zjivago                  | Pasha Antipov / Strelnikov  |                       |
| Michael Dunn                       | Narrskeppet                     | Carl Glocken                |                       |
| Frank Finlay                       | Othello                         | Iago                        |                       |
| 1966 (39:e)                        |                                 |                             |                       |
| Walter Matthau                     | Storsvindlarna                  | Willie Gingrich             |                       |
| Mako                               | Kanonbåten San Pablo            | Po-han                      |                       |
| James Mason                        | Georgy - En ploygirl            | James Leamington            |                       |
| George Segal                       | Vem är rädd för Virginia Woolf? | Nick                        |                       |
| Robert Shaw                        | En man för alla tider           | Henrik VIII av England      |                       |
| 1967 (40:e)                        |                                 |                             |                       |
| George Kennedy                     | Rebell i bojor                  | Dragline                    |                       |
| John Cassavetes                    | 12 fördömda män                 | Victor P. Franko            |                       |
| Gene Hackman                       | Bonnie och Clyde                | Buck Barrow                 |                       |
| Cecil Kellaway                     | Gissa vem som kommer på middag  | Monsignor Mike Ryan         |                       |
| Michael J. Pollard                 | Bonnie och Clyde                | C.W. Moss                   |                       |
| 1968 (41:a)                        |                                 |                             |                       |
| Jack Albertson                     | The Subject Was Roses           | John Cleary                 |                       |
| Seymour Cassel                     | Faces                           | Chet                        |                       |
| Daniel Massey                      | Star!                           | Noël Coward                 |                       |
| Jack Wild                          | Oliver!                         | The Artful Dodger (Räven)   |                       |
| Gene Wilder                        | Det våras för Hitler            | Leo Bloom                   |                       |
| 1969 (42:a)                        |                                 |                             |                       |
| Gig Young                          | När man skjuter hästar så...    | Rocky Graver                |                       |
| Rupert Crosse                      | Leva rövare                     | Ned McCaslin                |                       |
| Elliott Gould                      | Bob & Carol & Ted & Alice       | Ted Henderson               |                       |
| Jack Nicholson                     | Easy Rider                      | George Hanson               |                       |
| Anthony Quayle                     | De tusen dagarnas drottning     | kardinal Thomas Wolsey      |                       |

### 1970-talet
| År                  | Skådespelare                             | Film                          | Roll            |
| 1970 (43:e)         |                                          |                               |                 |
| ------------------- | ---------------------------------------- | ----------------------------- | --------------- |
| 1970 (43:e)         | John Mills                               | Ryan's dotter                 | Michael         |
| 1970 (43:e)         | Richard S. Castellano                    | Älskare och andra skojare     | Frank Vecchio   |
| 1970 (43:e)         | Chief Dan George                         | Little Big Man                | Old Lodge Skins |
| 1970 (43:e)         | Gene Hackman                             | Jag sjöng aldrig för min far  | Gene Garrison   |
| 1970 (43:e)         | John Marley                              | Love Story                    | Phil Cavalleri  |
| 1971 (44:e)         |                                          |                               |                 |
| Ben Johnson         | Den sista föreställningen                | Sam the Lion                  |                 |
| Jeff Bridges        | Den sista föreställningen                | Duane Jackson                 |                 |
| Leonard Frey        | Spelman på taket                         | Motel Kamzoil                 |                 |
| Richard Jaeckel     | Hårt mot hårt                            | Joe Ben Stamper               |                 |
| Roy Scheider        | French Connection – Lagens våldsamma män | Buddy "Cloudy" Russo          |                 |
| 1972 (45:e)         |                                          |                               |                 |
| Joel Grey           | Cabaret                                  | konferenciern på Kit Kat Klub |                 |
| Eddie Albert        | Hjärtekrossaren                          | Mr. Corcoran                  |                 |
| James Caan          | Gudfadern                                | Sonny Corleone                |                 |
| Robert Duvall       | Gudfadern                                | Tom Hagen                     |                 |
| Al Pacino           | Gudfadern                                | Michael Corleone              |                 |
| 1973 (46:e)         |                                          |                               |                 |
| John Houseman       | Paper Chase - betygsjakten               | Charles W. Kingsfield, Jr.    |                 |
| Vincent Gardenia    | Bang the Drum Slowly                     | Dutch Schnell                 |                 |
| Jack Gilford        | Save the Tiger                           | Phil Greene                   |                 |
| Jason Miller        | Exorcisten                               | fader Damien Karras           |                 |
| Randy Quaid         | Det hårda straffet                       | Larry Meadows                 |                 |
| 1974 (47:e)         |                                          |                               |                 |
| Robert De Niro      | Gudfadern del II                         | Vito Corleone                 |                 |
| Fred Astaire        | Skyskrapan brinner!                      | Harlee Claiborne              |                 |
| Jeff Bridges        | Thunderbolt och Lightfoot                | Lightfoot                     |                 |
| Michael V. Gazzo    | Gudfadern del II                         | Frank Pentangeli              |                 |
| Lee Strasberg       | Gudfadern del II                         | Hyman Roth                    |                 |
| 1975 (48:e)         |                                          |                               |                 |
| George Burns        | The Sunshine Boys                        | Al Lewis                      |                 |
| Brad Dourif         | Gökboet                                  | Billy Bibbit                  |                 |
| Burgess Meredith    | Gräshopporna                             | Harry Greener                 |                 |
| Chris Sarandon      | En satans eftermiddag                    | Leon Shermer                  |                 |
| Jack Warden         | Shampoo                                  | Lester Karpf                  |                 |
| 1976 (49:e)         |                                          |                               |                 |
| Jason Robards       | Alla presidentens män                    | Ben Bradlee                   |                 |
| Ned Beatty          | Network                                  | Arthur Jensen                 |                 |
| Burgess Meredith    | Rocky                                    | Mickey Goldmill               |                 |
| Laurence Olivier    | Maratonmannen                            | Dr. Christian Szell           |                 |
| Burt Young          | Rocky                                    | Paulie Pennino                |                 |
| 1977 (50:e)         |                                          |                               |                 |
| Jason Robards       | Julia                                    | Dashiell Hammett              |                 |
| Mikhail Baryshnikov | Vändpunkten                              | Yuri Kopeikine                |                 |
| Peter Firth         | Equus - hästen                           | Alan Strang                   |                 |
| Alec Guinness       | Stjärnornas krig                         | Obi-Wan Kenobi                |                 |
| Maximilian Schell   | Julia                                    | Johann                        |                 |
| 1978 (51:a)         |                                          |                               |                 |
| Christopher Walken  | Deer Hunter                              | Nikonar "Nick" Chevotarevich  |                 |
| Bruce Dern          | Hemkomsten                               | kapten Bob Hyde               |                 |
| Richard Farnsworth  | Comes a Horseman                         | Dodger                        |                 |
| John Hurt           | Midnight Express                         | Max                           |                 |
| Jack Warden         | Himlen kan vänta                         | Max Corkle                    |                 |
| 1979 (52:a)         |                                          |                               |                 |
| Melvyn Douglas      | Välkommen Mr. Chance                     | Benjamin Rand                 |                 |
| Robert Duvall       | Apocalypse                               | överstelöjtnant Bill Kilgore  |                 |
| Frederic Forrest    | The Rose                                 | Houston Dyer                  |                 |
| Justin Henry        | Kramer mot Kramer                        | Billy Kramer                  |                 |
| Mickey Rooney       | Svarta hingsten                          | Henry Dailey                  |                 |

### 1980-talet
| År                                   | Skådespelare                                        | Film                         | Roll                 |
| 1980 (53:e)                          |                                                     |                              |                      |
| ------------------------------------ | --------------------------------------------------- | ---------------------------- | -------------------- |
| 1980 (53:e)                          | Timothy Hutton                                      | En familj som andra          | Conrad Jarrett       |
| 1980 (53:e)                          | Judd Hirsch                                         | En familj som andra          | Dr. Tyrone C. Berger |
| 1980 (53:e)                          | Michael O'Keefe                                     | Esset                        | Ben Meechum          |
| 1980 (53:e)                          | Joe Pesci                                           | Tjuren från Bronx            | Joey LaMotta         |
| 1980 (53:e)                          | Jason Robards                                       | Melvin och Howard            | Howard Hughes        |
| 1981 (54:e)                          |                                                     |                              |                      |
| John Gielgud                         | En brud för mycket                                  | Hobson                       |                      |
| James Coco                           | Bara när jag skrattar                               | Jimmy Perry                  |                      |
| Ian Holm                             | Triumfens ögonblick                                 | Sam Mussabini                |                      |
| Jack Nicholson                       | Reds                                                | Eugene O'Neill               |                      |
| Howard Rollins                       | Ragtime                                             | Coalhouse Walker, Jr.        |                      |
| 1982 (55:e)                          |                                                     |                              |                      |
| Louis Gossett Jr.                    | En officer och gentleman                            | sergeant Emil Foley          |                      |
| Charles Durning                      | Det bästa lilla horhuset i Texas                    | guvernören                   |                      |
| John Lithgow                         | Garp och hans värld                                 | Roberta Muldoon              |                      |
| James Mason                          | Domslutet                                           | Ed Concannon                 |                      |
| Robert Preston                       | Victor/Victoria                                     | Carroll "Toddy" Todd         |                      |
| 1983 (56:e)                          |                                                     |                              |                      |
| Jack Nicholson                       | Ömhetsbevis                                         | Garrett Breedlove            |                      |
| Charles Durning                      | Att vara eller inte vara eller Det våras för Hamlet | överste Erhardt              |                      |
| John Lithgow                         | Ömhetsbevis                                         | Sam Burns                    |                      |
| Sam Shepard                          | Rätta virket                                        | Chuck Yeager                 |                      |
| Rip Torn                             | Cross Creek                                         | Marsh Turner                 |                      |
| 1984 (57:e)                          |                                                     |                              |                      |
| Haing S. Ngor                        | Dödens fält                                         | Dith Pran                    |                      |
| Adolph Caesar                        | En soldats historia                                 | sergeant Waters              |                      |
| John Malkovich                       | En plats i mitt hjärta                              | Mr. Will                     |                      |
| Pat Morita                           | Karate Kid: Sanningens ögonblick                    | Mr. Miyagi                   |                      |
| Ralph Richardson (postum nominering) | Greystoke: Legenden om Tarzan, apornas konung       | greven av Greystoke          |                      |
| 1985 (58:e)                          |                                                     |                              |                      |
| Don Ameche                           | Cocoon – djupets hemlighet                          | Arthur Selwyn                |                      |
| Klaus Maria Brandauer                | Mitt Afrika                                         | Bror von Blixen-Finecke      |                      |
| William Hickey                       | Prizzis heder                                       | Don Corrado Prizzi           |                      |
| Robert Loggia                        | Kniven är enda vittnet                              | Sam Ransom                   |                      |
| Eric Roberts                         | Runaway Train                                       | Buck                         |                      |
| 1986 (59:e)                          |                                                     |                              |                      |
| Michael Caine                        | Hannah och hennes systrar                           | Elliott Daniels              |                      |
| Tom Berenger                         | Plutonen                                            | sergeant Bob Barnes          |                      |
| Willem Dafoe                         | Plutonen                                            | sergeant Elias Grodin        |                      |
| Denholm Elliott                      | Ett rum med utsikt                                  | Mr. Emerson                  |                      |
| Dennis Hopper                        | Best Shot                                           | Wilbur "Shooter" Flatch      |                      |
| 1987 (60:e)                          |                                                     |                              |                      |
| Sean Connery                         | De omutbara                                         | Jim Malone                   |                      |
| Albert Brooks                        | Broadcast News - nyhetsfeber                        | Aaron Altman                 |                      |
| Morgan Freeman                       | Street Smart                                        | Leo "Fast Black" Smalls, Jr. |                      |
| Vincent Gardenia                     | Mångalen                                            | Cosmo Castorini              |                      |
| Denzel Washington                    | Ett rop på frihet                                   | Steve Biko                   |                      |
| 1988 (61:a)                          |                                                     |                              |                      |
| Kevin Kline                          | En fisk som heter Wanda                             | Otto West                    |                      |
| Alec Guinness                        | Lilla Dorrit                                        | William Dorrit               |                      |
| Martin Landau                        | Tucker - en man och hans dröm                       | Abe Karatz                   |                      |
| River Phoenix                        | Flykt utan mål                                      | Danny Pope                   |                      |
| Dean Stockwell                       | Gift med maffian                                    | Tony "The Tiger" Russo       |                      |
| 1989 (62:a)                          |                                                     |                              |                      |
| Denzel Washington                    | Ärans män                                           | menige Silas Trip            |                      |
| Danny Aiello                         | Do the Right Thing                                  | Sal Frangione                |                      |
| Dan Aykroyd                          | På väg med miss Daisy                               | Boolie Werthan               |                      |
| Marlon Brando                        | En torr vit årstid                                  | Ian Mackenzie                |                      |
| Martin Landau                        | Små och stora brott                                 | Judah Rosenthal              |                      |

### 1990-talet
| År                    | Skådespelare                                    | Film                         | Roll                       |
| 1990 (63:e)           |                                                 |                              |                            |
| --------------------- | ----------------------------------------------- | ---------------------------- | -------------------------- |
| 1990 (63:e)           | Joe Pesci                                       | Maffiabröder                 | Tommy DeVito               |
| 1990 (63:e)           | Bruce Davison                                   | Longtime Companion           | David                      |
| 1990 (63:e)           | Andy García                                     | Gudfadern del III            | Vincent Corleone           |
| 1990 (63:e)           | Graham Greene                                   | Dansar med vargar            | Kicking Bird               |
| 1990 (63:e)           | Al Pacino                                       | Dick Tracy                   | Alphonse "Big Boy" Caprice |
| 1991 (64:e)           |                                                 |                              |                            |
| Jack Palance          | City Slickers - jakten på det försvunna leendet | Curly Washburn               |                            |
| Tommy Lee Jones       | JFK                                             | Clay Shaw/Clay Bertrand      |                            |
| Harvey Keitel         | Bugsy                                           | Mickey Cohen                 |                            |
| Ben Kingsley          | Bugsy                                           | Meyer Lansky                 |                            |
| Michael Lerner        | Barton Fink                                     | Jack Lipnick                 |                            |
| 1992 (65:e)           |                                                 |                              |                            |
| Gene Hackman          | De skoningslösa                                 | Little Bill Daggett          |                            |
| Jaye Davidson         | The Crying Game                                 | Dil                          |                            |
| Jack Nicholson        | På heder och samvete                            | överste Nathan R. Jessep     |                            |
| Al Pacino             | Glengarry Glen Ross                             | Ricky Roma                   |                            |
| David Paymer          | Mr. Saturday Night                              | Stan Young                   |                            |
| 1993 (66:e)           |                                                 |                              |                            |
| Tommy Lee Jones       | Jagad                                           | polisinspektör Samuel Gerard |                            |
| Leonardo DiCaprio     | Gilbert Grape                                   | Arnie Grape                  |                            |
| Ralph Fiennes         | Schindler's List                                | Amon Göth                    |                            |
| John Malkovich        | I skottlinjen                                   | Mitch Leary                  |                            |
| Pete Postlethwaite    | I faderns namn                                  | Giuseppe Conlon              |                            |
| 1994 (67:e)           |                                                 |                              |                            |
| Martin Landau         | Ed Wood                                         | Bela Lugosi                  |                            |
| Samuel L. Jackson     | Pulp Fiction                                    | Jules Winnfield              |                            |
| Chazz Palminteri      | Kulregn över Broadway                           | Cheech                       |                            |
| Paul Scofield         | Quiz Show                                       | Mark Van Doren               |                            |
| Gary Sinise           | Forrest Gump                                    | löjtnant Dan Taylor          |                            |
| 1995 (68:e)           |                                                 |                              |                            |
| Kevin Spacey          | De misstänkta                                   | Roger "Verbal" Kint          |                            |
| James Cromwell        | Babe – den modiga lilla grisen                  | bonden Arthur Hoggett        |                            |
| Ed Harris             | Apollo 13                                       | Gene Kranz                   |                            |
| Brad Pitt             | De 12 apornas armé                              | Jeffrey Goines               |                            |
| Tim Roth              | Rob Roy                                         | Archibald Cunningham         |                            |
| 1996 (69:e)           |                                                 |                              |                            |
| Cuba Gooding, Jr.     | Jerry Maguire                                   | Rod Tidwell                  |                            |
| William H. Macy       | Fargo                                           | Jerry Lundegaard             |                            |
| Armin Mueller-Stahl   | Shine                                           | Peter Helfgott               |                            |
| Edward Norton         | Primal Fear                                     | Aaron Stampler               |                            |
| James Woods           | Skuggor från det förflutna                      | Byron De La Beckwith         |                            |
| 1997 (70:e)           |                                                 |                              |                            |
| Robin Williams        | Will Hunting                                    | Dr. Sean Maguire             |                            |
| Robert Forster        | Jackie Brown                                    | Max Cherry                   |                            |
| Anthony Hopkins       | Amistad                                         | John Quincy Adams            |                            |
| Greg Kinnear          | Livet från den ljusa sidan                      | Simon Bishop                 |                            |
| Burt Reynolds         | Boogie Nights                                   | Jack Horner                  |                            |
| 1998 (71:a)           |                                                 |                              |                            |
| James Coburn          | Ont blod                                        | Glen Whitehouse              |                            |
| Robert Duvall         | A Civil Action                                  | Jerome Facher                |                            |
| Ed Harris             | Truman Show                                     | Christof                     |                            |
| Geoffrey Rush         | Shakespeare in Love                             | Philip Henslowe              |                            |
| Billy Bob Thornton    | En enkel plan                                   | Jacob Mitchell               |                            |
| 1999 (72:a)           |                                                 |                              |                            |
| Michael Caine         | Ciderhusreglerna                                | Dr. Wilbur Larch             |                            |
| Tom Cruise            | Magnolia                                        | Frank T.J. Mackey            |                            |
| Michael Clarke Duncan | Den gröna milen                                 | John Coffey                  |                            |
| Jude Law              | The Talented Mr. Ripley                         | Dickie Greenleaf             |                            |
| Haley Joel Osment     | Sjätte sinnet                                   | Cole Sear                    |                            |

### 2000-talet
| År                            | Skådespelare                                   | Film                       | Roll                    |
| 2000 (73:e)                   |                                                |                            |                         |
| ----------------------------- | ---------------------------------------------- | -------------------------- | ----------------------- |
| 2000 (73:e)                   | Benicio del Toro                               | Traffic                    | Javier Rodriguez        |
| 2000 (73:e)                   | Jeff Bridges                                   | The Contender              | President Jackson Evans |
| 2000 (73:e)                   | Willem Dafoe                                   | Shadow of the Vampire      | Max Schreck             |
| 2000 (73:e)                   | Albert Finney                                  | Erin Brockovich            | Edward Masry            |
| 2000 (73:e)                   | Joaquin Phoenix                                | Gladiator                  | Commodus                |
| 2001 (74:e)                   |                                                |                            |                         |
| Jim Broadbent                 | Iris                                           | John Bayley                |                         |
| Ethan Hawke                   | Training Day                                   | Jake Hoyt                  |                         |
| Ben Kingsley                  | Sexy Beast                                     | Don Logan                  |                         |
| Ian McKellen                  | Sagan om ringen                                | Gandalf                    |                         |
| Jon Voight                    | Ali                                            | Howard Cosell              |                         |
| 2002 (75:e)                   |                                                |                            |                         |
| Chris Cooper                  | Adaptation                                     | John Laroche               |                         |
| Ed Harris                     | Timmarna                                       | Richard "Richie" Brown     |                         |
| Paul Newman                   | Road to Perdition                              | John Rooney                |                         |
| John C. Reilly                | Chicago                                        | Amos Hart                  |                         |
| Christopher Walken            | Catch Me If You Can                            | Frank Abagnale, Sr.        |                         |
| 2003 (76:e)                   |                                                |                            |                         |
| Tim Robbins                   | Mystic River                                   | Dave Boyle                 |                         |
| Alec Baldwin                  | The Cooler                                     | Shelly Kaplow              |                         |
| Benicio del Toro              | 21 gram                                        | Jack Jordan                |                         |
| Djimon Hounsou                | Drömmarnas land                                | Mateo                      |                         |
| Ken Watanabe                  | Den siste samurajen                            | Lord Moritsugu Katsumoto   |                         |
| 2004 (77:e)                   |                                                |                            |                         |
| Morgan Freeman                | Million Dollar Baby                            | Eddie "Scrap-Iron" Dupris  |                         |
| Alan Alda                     | The Aviator                                    | Owen Brewster              |                         |
| Thomas Haden Church           | Sideways                                       | Jack Cole                  |                         |
| Jamie Foxx                    | Collateral                                     | Max Durocher               |                         |
| Clive Owen                    | Closer                                         | Larry Gray                 |                         |
| 2005 (78:e)                   |                                                |                            |                         |
| George Clooney                | Syriana                                        | Robert Barnes              |                         |
| Matt Dillon                   | Crash                                          | John Ryan                  |                         |
| Paul Giamatti                 | Cinderella Man                                 | Joe Gould                  |                         |
| Jake Gyllenhaal               | Brokeback Mountain                             | Jack Twist                 |                         |
| William Hurt                  | A History of Violence                          | Richie Cusack              |                         |
| 2006 (79:e)                   |                                                |                            |                         |
| Alan Arkin                    | Little Miss Sunshine                           | Edwin Hoover               |                         |
| Jackie Earle Haley            | Little Children                                | Ronald James McGorvey      |                         |
| Djimon Hounsou                | Blood Diamond                                  | Solomon Vandy              |                         |
| Eddie Murphy                  | Dreamgirls                                     | James "Thunder" Early      |                         |
| Mark Wahlberg                 | The Departed                                   | polisassistent Sean Dignam |                         |
| 2007 (80:e)                   |                                                |                            |                         |
| Javier Bardem                 | No Country for Old Men                         | Anton Chigurh              |                         |
| Casey Affleck                 | Mordet på Jesse James av ynkryggen Robert Ford | Robert Ford                |                         |
| Philip Seymour Hoffman        | Charlie Wilson's War                           | Gust Avrakotos             |                         |
| Hal Holbrook                  | Into the Wild                                  | Ron Franz                  |                         |
| Tom Wilkinson                 | Michael Clayton                                | Arthur Edens               |                         |
| 2008 (81:a)                   |                                                |                            |                         |
| Heath Ledger (postum vinnare) | The Dark Knight                                | Jokern                     |                         |
| Josh Brolin                   | Milk                                           | Dan White                  |                         |
| Robert Downey, Jr.            | Tropic Thunder                                 | Kirk Lazarus               |                         |
| Philip Seymour Hoffman        | Tvivel                                         | fader Brendan Flynn        |                         |
| Michael Shannon               | Revolutionary Road                             | John Givings               |                         |
| 2009 (82:a)                   |                                                |                            |                         |
| Christoph Waltz               | Inglourious Basterds                           | Hans Landa                 |                         |
| Matt Damon                    | Invictus – de oövervinneliga                   | Francois Pienaar           |                         |
| Woody Harrelson               | The Messenger                                  | Tony Stone                 |                         |
| Christopher Plummer           | The Last Station                               | Lev Tolstoj                |                         |
| Stanley Tucci                 | Flickan från ovan                              | George Harvey              |                         |

### 2010-talet
| År          | Skådespelare           | Film                                      | Roll                         |
| ----------- | ---------------------- | ----------------------------------------- | ---------------------------- |
| 2010 (83:e) | Christian Bale         | The Fighter                               | Dicky Eklund                 |
| 2010 (83:e) | John Hawkes            | Winter's Bone                             | Teardrop Dolly               |
| 2010 (83:e) | Jeremy Renner          | The Town                                  | James "Jem" Coughlin         |
| 2010 (83:e) | Mark Ruffalo           | The Kids Are All Right                    | Paul Hatfield                |
| 2010 (83:e) | Geoffrey Rush          | The King's Speech                         | Lionel Logue                 |
| 2011 (84:e) | Christopher Plummer    | Beginners                                 | Hal Fields                   |
| 2011 (84:e) | Kenneth Branagh        | My Week with Marilyn                      | Laurence Olivier             |
| 2011 (84:e) | Jonah Hill             | Moneyball                                 | Peter Brand                  |
| 2011 (84:e) | Nick Nolte             | Warrior                                   | Paddy Conlon                 |
| 2011 (84:e) | Max von Sydow          | Extremt högt och otroligt nära            | hyresgästen                  |
| 2012 (85:e) | Christoph Waltz        | Django Unchained                          | Dr. King Schultz             |
| 2012 (85:e) | Alan Arkin             | Argo                                      | Lester Siegel                |
| 2012 (85:e) | Robert De Niro         | Du gör mig galen!                         | Patrizio "Pat" Solitano, Sr. |
| 2012 (85:e) | Philip Seymour Hoffman | The Master                                | Lancaster Dodd               |
| 2012 (85:e) | Tommy Lee Jones        | Lincoln                                   | Thaddeus Stevens             |
| 2013 (86:e) | Jared Leto             | Dallas Buyers Club                        | Rayon                        |
| 2013 (86:e) | Barkhad Abdi           | Captain Phillips                          | Abduwali Muse                |
| 2013 (86:e) | Bradley Cooper         | American Hustle                           | Richard "Richie" DiMaso      |
| 2013 (86:e) | Michael Fassbender     | 12 Years a Slave                          | Edwin Epps                   |
| 2013 (86:e) | Jonah Hill             | The Wolf of Wall Street                   | Donnie Azoff                 |
| 2014 (87:e) | J.K. Simmons           | Whiplash                                  | Terrence Fletcher            |
| 2014 (87:e) | Robert Duvall          | The Judge                                 | Joseph Palmer                |
| 2014 (87:e) | Ethan Hawke            | Boyhood                                   | Mason Evans                  |
| 2014 (87:e) | Edward Norton          | Birdman                                   | Mike Shiner                  |
| 2014 (87:e) | Mark Ruffalo           | Foxcatcher                                | David Schultz                |
| 2015 (88:e) | Mark Rylance           | Spionernas bro                            | Rudolf Abel                  |
| 2015 (88:e) | Christian Bale         | The Big Short                             | Michael Burry                |
| 2015 (88:e) | Tom Hardy              | The Revenant                              | John Fitzgerald              |
| 2015 (88:e) | Mark Ruffalo           | Spotlight                                 | Michael Rezendes             |
| 2015 (88:e) | Sylvester Stallone     | Creed                                     | Rocky Balboa                 |
| 2016 (89:e) | Mahershala Ali         | Moonlight                                 | Juan                         |
| 2016 (89:e) | Jeff Bridges           | Hell or High Water                        | Marcus Hamilton              |
| 2016 (89:e) | Lucas Hedges           | Manchester by the Sea                     | Patrick Chandler             |
| 2016 (89:e) | Dev Patel              | Lion                                      | Saroo Brierley               |
| 2016 (89:e) | Michael Shannon        | Nocturnal Animals                         | Bobby Andes                  |
| 2017 (90:e) | Sam Rockwell           | Three Billboards Outside Ebbing, Missouri | Jason Dixon                  |
| 2017 (90:e) | Willem Dafoe           | The Florida Project                       | Bobby Hicks                  |
| 2017 (90:e) | Woody Harrelson        | Three Billboards Outside Ebbing, Missouri | Bill Willoughby              |
| 2017 (90:e) | Richard Jenkins        | The Shape of Water                        | Giles                        |
| 2017 (90:e) | Christopher Plummer    | All the Money in the World                | J. Paul Getty                |
| 2018 (91:a) | Mahershala Ali         | Green Book                                | Don Shirley                  |
| 2018 (91:a) | Adam Driver            | BlacKkKlansman                            | Philip "Flip" Zimmerman      |
| 2018 (91:a) | Sam Elliott            | A Star Is Born                            | Bobby Maine                  |
| 2018 (91:a) | Richard E. Grant       | Can You Ever Forgive Me?                  | Jack Hock                    |
| 2018 (91:a) | Sam Rockwell           | Vice                                      | George W. Bush               |
| 2019 (92:a) | Brad Pitt              | Once Upon a Time in Hollywood             | Cliff Booth                  |
| 2019 (92:a) | Tom Hanks              | A Beautiful Day in the Neighborhood       | Fred Rogers                  |
| 2019 (92:a) | Anthony Hopkins        | The Two Popes                             | Påve Benedikt XVI            |
| 2019 (92:a) | Al Pacino              | The Irishman                              | Jimmy Hoffa                  |
| 2019 (92:a) | Joe Pesci              | The Irishman                              | Russell Bufalino             |

### 2020-talet
| År             | Skådespelare       | Film                              | Roll                       |
| -------------- | ------------------ | --------------------------------- | -------------------------- |
| 2020/21 (93:e) | Daniel Kaluuya     | Judas and the Black Messiah       | Fred Hampton               |
| 2020/21 (93:e) | Sacha Baron Cohen  | The Trial of the Chicago 7        | Abbie Hoffman              |
| 2020/21 (93:e) | Leslie Odom Jr.    | One Night in Miami...             | Sam Cooke                  |
| 2020/21 (93:e) | Paul Raci          | Sound of Metal                    | Joe                        |
| 2020/21 (93:e) | Lakeith Stanfield  | Judas and the Black Messiah       | William "Bill" O'Neal      |
| 2021 (94:e)    | Troy Kotsur        | CODA                              | Frank Rossi                |
| 2021 (94:e)    | Ciarán Hinds       | Belfast                           | Pop                        |
| 2021 (94:e)    | Jesse Plemons      | The Power of the Dog              | George Burbank             |
| 2021 (94:e)    | J.K. Simmons       | Being the Ricardos                | William Frawley            |
| 2021 (94:e)    | Kodi Smit-McPhee   | The Power of the Dog              | Peter Gordon               |
| 2022 (95:e)    | Ke Huy Quan        | Everything Everywhere All at Once | Waymond Wang               |
| 2022 (95:e)    | Brendan Gleeson    | The Banshees of Inisherin         | Colm Doherty               |
| 2022 (95:e)    | Brian Tyree Henry  | Causeway                          | James Aucoin               |
| 2022 (95:e)    | Judd Hirsch        | The Fabelmans                     | Boris Schildkraut          |
| 2022 (95:e)    | Barry Keoghan      | The Banshees of Inisherin         | Dominic Kearney            |
| 2023 (96:e)    | Robert Downey, Jr. | Oppenheimer                       | Lewis Strauss              |
| 2023 (96:e)    | Sterling K. Brown  | American Fiction                  | Clifford "Cliff" Ellison   |
| 2023 (96:e)    | Robert De Niro     | Killers of the Flower Moon        | William King Hale          |
| 2023 (96:e)    | Ryan Gosling       | Barbie                            | Ken                        |
| 2023 (96:e)    | Mark Ruffalo       | Poor Things                       | Duncan Wedderburn          |
| 2024 (97:e)    | Kieran Culkin      | A Real Pain                       | Benji Kaplan               |
| 2024 (97:e)    | Jura Borisov       | Anora                             | Igor                       |
| 2024 (97:e)    | Edward Norton      | A Complete Unknown                | Pete Seeger                |
| 2024 (97:e)    | Guy Pearce         | Brutalisten                       | Harrison Lee Van Buren Sr. |
| 2024 (97:e)    | Jeremy Strong      | The Apprentice                    | Roy Cohn                   |

## Skådespelare med flera vinster
3 vinster:
- Walter Brennan

2 vinster:
- Michael Caine
- Melvyn Douglas
- Anthony Quinn
- Jason Robards
- Peter Ustinov
- Christoph Waltz
- Mahershala Ali

## Skådespelare med flera nomineringar
4 nomineringar:
- Walter Brennan
- Arthur Kennedy
- Jack Nicholson
- Claude Rains
- Al Pacino

3 nomineringar:

- Charles Bickford
- Jeff Bridges
- Charles Coburn
- Willem Dafoe
- Robert Duvall
- Gene Hackman
- Ed Harris
- Philip Seymour Hoffman
- Tommy Lee Jones
- Martin Landau
- Jack Palance
- Christopher Plummer
- Jason Robards
- Peter Ustinov
- Gig Young
- Joe Pesci

2 nomineringar:

- Eddie Albert
- Mahershala Ali
- Alan Arkin
- Michael Caine
- Lee J. Cobb
- Benicio del Toro
- Robert De Niro
- Melvyn Douglas
- Charles Durning
- Peter Falk
- Morgan Freeman
- Vincent Gardenia
- John Gielgud
- Hugh Griffith
- Alec Guinness
- Edmund Gwenn
- Woody Harrelson
- Jonah Hill
- Djimon Hounsou
- Walter Huston
- Cecil Kellaway
- Ben Kingsley
- John Lithgow
- Karl Malden
- John Malkovich
- James Mason
- Burgess Meredith
- Sal Mineo
- Thomas Mitchell
- Edmond O'Brien
- Arthur O'Connell
- Anthony Quinn
- Basil Rathbone
- Ralph Richardson
- Sam Rockwell
- Mickey Rooney
- Geoffrey Rush
- George C. Scott
- Akim Tamiroff
- Christopher Walken
- Christoph Waltz
- Jack Warden
- Denzel Washington
- Clifton Webb
- Anthony Hopkins
- Brad Pitt